# Палеонтология
Палеонтологията е биологическа наука за изкопаемите вкаменелости на животни и растения от минали геоложки епохи. Изяснява условията, причините и закономерностите на еволюцията им и изучава биологичните проблеми (палеобиология). Названието палеонтология има гръцки произход. Има разнообразни дялове – палеозоология, палеоботаника, палеоекология и др. Тясно свързана е с биологията и геологията, както и със стратиграфията.

## Етимология
Назването палеонтология идва от гръцки и означава наука за древните организми (palaios – древно, ontos – същество и logos – учение). За първи път това название е било използвано прз 1825г. от френски учен Бленювил (H. M. Ducrotayde Blainiville), но добива широко базпространение след като Г. И. Фишер започва да чете лекции по палеонтолотия през 1834г.

## Предмет
Палеонтолотията изучава останки от запазили се в земните пластове организми от предишни геоложки епохи или следи от жизнената им дейност, наречени вкаменелости или фосили.
Като биоложка наука палеонтологията е свързана със зоологията, ботаниката и микологията, изучаващи морфологията, анатомията, физиогенетиката, екологията и еволюционното развитие на съвременните животни, растения и гъби. Палеонтологията е тясно свързана и с някои геоложки науки, като биостратиграфията, историчната геология, палеонтографията и литологията. Въз основа на фосилите може да се определи дали дадена част от геоложки слой е бил морски или континентален. Възможно е и да се установи геоложката възраст на проучваните слоеве и да се правят сравнения между еднаквите по възраст пластове, независимо от разстоянието между тях.
Задачите, стоящи за решаване от палеонтологията са много и всеобхватни. Като по-важни проблеми могат да се възпримат изучаване на видовия състав на древните организми по фосилилните им останки; изучаване на морфологията, особеностите в устройството и именчивостта им; изучаване на измененията в индивидуалното им развитие; определяне на времето на съществуване и ареала на разпространение на всеки изучен вид; изясняване на начина на живот и взаимоотношенията със средата на даден вид въз основа на морфофункционален аланиз, изучване на физикогенетичното развитие на видовете, родовете и другите по-високи таксони и разработване на систематиката им; устаноняване на значението на изучаваните видове за биостратиграфията, за възстановяване на физикогеографските и палеоклиматичните условия и други.

## Клонове
Натрупването на огромен палеонтоложки материал довежда до необходимост от обособяване на специализирани клонове на палеонтологията.
- Палеозоологията изучава древните животни и е тясно свързана със зоологията. Разделя се на палеоозология на гръбначните и безгръбначните животни.[1]
- Палеоботаниката изучава древната растителност и е тясно свързана с ботаниката.
- Палинологията изучава спорите и полена, произвеждани от сухоземни растения и протисти, е тясно свързана и с палеонтологията, и с ботаниката, тъй като се занимава както с живи, така и с изкопаеми организми.
- Микропалеонтологията изучава микро организми, например фораминифери, радиоларии, остракоди, конодонти, отолити и други.
- Палеоекологията изяснява начина на живот на изчезналите организми – начин на хранене, придвижване, нападения, защита, особености и други. Въз основа на получените разултати науката възстановява условията на живот на определени организми или цели организмови съобщества.[1]
- Тафономията се занимава със закономерностите на затрупването и образуването на местонаходища от изкопаеми фосилирани организми.[1]
- Палеозоогеографията изучава закономерностите на разпространение на организмите през геоложкото минало, промяната на ареалите и причините за това.
- Палеофизиологията изяснява жизнените процеси като храносмилане, дишане, кръвообращение, скелетоизгражване и други на древните организми.
- Палеоембриологията изучава ембионалното развитие на древните организми.
- Палеопатологията изучава различните прижизнени повреди и болестни състояния, довели до нарушаване и промяна на скелета при някои фосилни организми.

## История на развитие
По отношение на гръбначните животни, най-късно започват системните изследвания в областта на палеонтологията на птиците. Въпреки това, днес палеоорнитологията (както се нарича палеонтологията на птиците) е най-бурно развиващият се клон от палеозоологията. Първите публикации върху изкопаеми птици от България се появяват в началото на 1980-те години и те са дело на чуждестранни изследователи. Като направление палеоорнитологията в България се обособява чрез изследванията на проф. Златозар Боев, който проучва фосилни и субфосилни птици от повече от 110 находища в страната. Тяхното начало е също през 1980-те години и към 2013 г. книжнината по изкопаемите птици на България вече надхвърля 200 заглавия.
Много по-развита е палеонтологията на бозайниците, от които в земните пластове се запазват несравнимо много по-голям брой определяеми костни (и зъбни) вкаменелости. По палеонтология на влечуги, земноводни и риби в България все още има твърде малобройни изследвания. Първият български палеонтолог по гръбначни животни е професорът от Софийския университет Петър Бакалов.